# Gabriele Grossi
Gabriele Grossi (Roma, 11 febbraio 1972) è un allenatore di calcio ed ex calciatore italiano, di ruolo difensore.

## Carriera

### Giocatore
Ha giocato in Serie A con le maglie di Roma, Reggiana (in cui alla ventiduesima giornata, disputata il 3 marzo 1997, segnò l'unico gol in Serie A, nella vittoria in trasferta contro il Verona per 4-2), Napoli, Vicenza e Perugia.

### Allenatore
Ha tra le sue esperienze la Juniores dell’Acilia,  gli Esordienti del Babel, e nel 2012 la Prima Categoria all’Alberone.
Nel 2009-2010 ha allenato la Romulea.
Nel 2011-2012 ha allenato come allenatore in seconda il Città di Monterotondo in Promozione Laziale 2011-2012.
Nel 2013 allena gli allievi della Lupa Roma
A partire dalla stagione 2014-2015 è collaboratore tecnico alla Lupa Roma, società neopromossa in Lega Pro.
Dalla stagione 2019-2020 collabora insieme a Jimmy Maini alla direzione tecnica della scuola Calcio JeMS Soccer Academy. Dal 2021 è allenatore della squadra femminile della JeMS. Dal 2024 è allenatore della squadra femminile dell'Ostia Antica